# Patrik 1,5
Patrik 1,5 ist eine schwedische Filmkomödie aus dem Jahr 2008.

## Handlung
Das homosexuelle Ehepaar Sven und Göran ziehen in einen Vorort und werden nach ihrer Einweihungsfeier auch recht herzlich begrüßt. Auch ansonsten geht es den beiden Männern recht gut, schließlich sind sie erfolgreich im Beruf, finanziell abgesichert und können sich ihre materiellen Träume erfüllen. Nur fehlt ihnen etwas im Leben – ein Baby. Während der Gespräche auf dieser Party mit anderen Ehepaaren beschließen sie, eines zu adoptieren. Obwohl sie verheiratet sind und einen gewissen Lebensstandard nachweisen können, wird ihnen wegen ihrer Sexualität permanent die Adoption verweigert. Als sie ihre Hoffnung schon fast aufgeben, bietet sich die Gelegenheit zur Adoption einer schwedischen Waise namens Patrik, dem sie, ohne zu zögern, zustimmen. Dummerweise schlich sich ein kleiner Fehler in die Papiere ein. So ist Patrik nicht 1,5 Jahre alt, sondern im besten pubertären Alter von 15. Die zukünftigen Eltern schockiert, nicht nur einen emotional aufgewühlten Teenager vor sich zu haben, sondern auch noch einen mit einer kriminellen Vergangenheit.
Mit Eile wenden sich beide an die Adoptionsagentur, doch die versichern lediglich, dass es eine Weile dauern würde, diesen Fehler zu beheben, mindestens eine Woche. In den darauf folgenden Tagen ist Sven immer mehr von dem beleidigenden Verhalten Patriks entsetzt, während Göran das Gute in ihm sieht. Patrik selbst hat Angst vor den beiden Männern, weil er dem Stereotyp glaubt, dass jeder Homosexuelle auch pädophil sei. Nachdem die Agentur schließlich Zeit findet, den Fall zu bearbeiten, werden alle drei vorstellig. Dort wird den dreien allerdings nur eine Wahlmöglichkeit gegeben, entweder er bleibt bei seiner aktuellen Familie oder geht wieder zurück zum Pflegezentrum. Nachdem Göran es nicht übers Herz bringt, Patrik zurückzuschicken, verlässt ihn Sven angewidert, schließlich hat Patrik das gemeinsame Leben nicht nur durcheinandergebracht, sondern regelrecht gestört. Göran stimmt zu, sich so lange um Patrik zu kümmern, bis die Agentur eine geeignete Familie für Patrik gefunden hat. Während der nächsten Tage entdeckt er Patriks Talent für Gartenarbeit und beide fangen an sich zu akzeptieren.
Nach einigen Wochen hat Patrik längst seine Ängste und Vorurteile abgelegt. Die Agentur meldet sich und berichtet, eine geeignete Familie für ihn gefunden zu haben. Auch Sven kehrt zurück, da er eingesehen hat, dass der Streit es nicht wert war, seine Beziehung zu Göran daran zerbrechen zu lassen. Kurze Zeit später holt ihn sein neuer Vater ab, und Patrik verlässt sein lieb gewonnenes Heim. Doch er soll nicht lange fernbleiben, denn bald darauf steht er wieder auf der Matte und entschließt sich, bei Sven und Göran leben zu wollen.

## Kritik
Der Film erhielt gute Kritiken. So zählte die Internetseite Rotten Tomatoes von 18 gewerteten professionellen Kritiken 13 positive, was einem Wert von 72 % entspricht. Auch vom breiten Publikum wurde der Film mit überwiegend positiven Reaktionen aufgenommen, denn gleichzeitig werteten 73 % der User den Film positiv. Dies wiederum wird vom Onlinefilmarchiv IMDb, einer weiteren Plattform, auf der normale Nutzer ihre Filmkritiken abgeben können, mehr als bestätigt, denn dort gab das Publikum dem Film überdurchschnittliche 6,9 von 10 möglichen Punkten.

„In kräftigen Farben und mit viel warmherzigen Humor gelingt dem Film das Kunststück, eine ebenso ungewöhnliche wie unterhaltsame Familienkomödie auf die Leinwand zu zaubern, die die Tradition schwedischer Feeld-good-Filme um eine weitere Facette ergänzt. Und das ist auch gut so...“

## Auszeichnungen (Auswahl)
- jeweils eine Nominierung beim schwedischen Filmpreis Guldbagge als Bester Hauptdarsteller für Gustaf Skarsgård und als Bester Nebendarsteller für Torkel Petersson

## Veröffentlichung
Nachdem der Film seine Weltpremiere am 6. September 2008 auf dem Toronto International Film Festival hatte, war sein schwedischer Kinostart am 13. September 2008. In den Vereinigten Staaten wurde er in den darauffolgenden zwei Jahren auf unterschiedlichen Filmfestivals gezeigt, bevor er am 6. August 2010 seinen Kinostart hatte und anschließend knapp 58.000 US-Dollar einspielte. Am 7. Oktober 2010 feierte der Film in Deutschland seinen Kinostart.